# Регалбуто
Регалбу̀то (на италиански: Regalbuto, на сицилиански Regarbutu, Регарбуту) е град и община в южна Италия, провинция Ена, в автономен регион и остров Сицилия. Разположен е на 520 надморска височина. Населението на града е 7443 души (към 1 януари 2012 г.).